# 维维 (曼恩-卢瓦尔省)
维维（法語：Vivy，法語發音：[vivi] ⓘ）是法国曼恩-卢瓦尔省的一个市镇，位于该省东部，属于索米尔区。

## 地理
维维（47°19'35"N, 0°3'16"W）面积23.17 平方千米，位于法国卢瓦尔河地区大区曼恩-卢瓦尔省，该省份为法国西部内陆省份，大致对应安茹地区，北起顺时针与马耶讷省、萨尔特省、安德尔-卢瓦尔省、维埃纳省、德塞夫勒省、旺代省、大西洋卢瓦尔省和伊勒-维莱讷省接壤。
与维维接壤的市镇（或旧市镇、城区）包括：阿洛讷、布卢、隆盖-瑞梅勒、讷耶、索米尔、热讷-瓦勒德卢瓦尔。

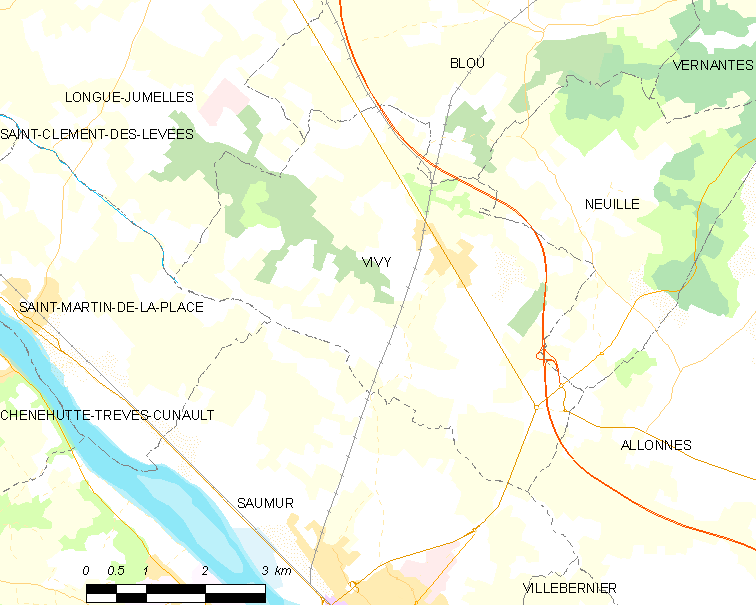
的OSM定位图

维维的时区为UTC+01:00、UTC+02:00（夏令时）。

## 行政
维维的邮政编码为49680，INSEE市镇编码为49378。

## 政治
维维所属的省级选区为隆盖-瑞梅勒县。

## 人口

1962-2008年间人口变化图示

维维于2022年1月1日时的人口数量为2599人。